# NGC 3236
NGC 3236 este o galaxie LINER situată în constelația Ursa Mare. A fost descoperită în 25 martie 1832 de către John Herschel.